# Улица Баракова (Владикавказ)
Улица Баракова — улица во Владикавказе, Северная Осетия, Россия. Улица располагается в Иристонском муниципальном округе Владикавказа между улицами Пушкинской и Седова. Начинается от Пушкинской улицы.
Улицу Баракова пересекают улицы Грузинская и Декабристов.
Улица названа именем осетинского поэта и прозаика Гино Баракова.
Улица образовалась в начале XX века и впервые была отмечена как «Улица 4-я Линия» (в иных источниках — улица 3-ья Линия) на Плане города Владикавказа от 1911 года. 
В 1943 году значилась на плане Орджоникидзе как «Шалдонская улица». Называлась именем одного из старых районов Владикавказа. 
17 октября 1963 года Орджоникидзевский горсовет переименовал Шалдонскую улицу в «Улицу Баракова».